# España en los Juegos Paralímpicos de Atlanta 1996
España estuvo representada en los Juegos Paralímpicos de Atlanta 1996 por un total de 196 deportistas, 146 hombres y 50 mujeres.

## Medallistas
El equipo paralímpico español obtuvo las siguientes medallas:
| Nombre | Deporte                    | Evento                                            |
| --- | -------------------------- | ------------------------------------------------- |
| Oro |                            |                                                   |
| Purificación Santamarta | Atletismo                  | 100 m T10 femenino                                |
| Purificación Santamarta | Atletismo                  | 200 m T10 femenino                                |
| Purificación Santamarta | Atletismo                  | 400 m T10 femenino                                |
| Beatriz Mendoza | Atletismo                  | 100 m T11 femenino                                |
| Beatriz Mendoza | Atletismo                  | 200 m T11 femenino                                |
| Magda Amo | Atletismo                  | Salto de longitud F10-11 femenino                 |
| Julio Requena | Atletismo                  | 100 m T10 masculino                               |
| Julio Requena | Atletismo                  | 200 m T10 masculino                               |
| José Antonio Sánchez | Atletismo                  | 800 m T11 masculino                               |
| José Antonio Sánchez | Atletismo                  | 1500 m T11 masculino                              |
| José Javier Conde | Atletismo                  | 5000 m T44-46 masculino                           |
| José Javier Conde | Atletismo                  | Maratón T42-46 masculino                          |
| José Manuel Rodríguez | Atletismo                  | Salto de longitud F10 masculino                   |
| José Manuel Rodríguez | Atletismo                  | Triple salto F10 masculino                        |
| Alfonso Fidalgo | Atletismo                  | Disco F10 masculino                               |
| Alfonso Fidalgo | Atletismo                  | Peso F10 masculino                                |
| Juan Antonio Prieto | Atletismo                  | 100 m T11 masculino                               |
| Rubén Álvarez | Atletismo                  | Salto de longitud F45-46 masculino                |
| Juan Viedma | Atletismo                  | Triple salto F11 masculino                        |
| Jorge Núñez Juan Antonio Prieto Julio Requena Enrique Sánchez-Guijo | Atletismo                  | 4 × 100 m T10-12 masculino                        |
| Juan Antonio Prieto José Antonio Sánchez Sergio Sánchez Enrique Sánchez-Guijo | Atletismo                  | 4 × 400 m T10-12 masculino                        |
| Hilda Rodríguez | Bochas                     | Individual C2 mixto                               |
| Hilda Rodríguez Antonio Cid Jesús Fraile Miguel Ángel Gómez | Bochas                     | Equipo C1-C2 mixto                                |
| Miguel Ángel Pérez | Ciclismo en pista          | Ómnium LC3 mixto                                  |
| Aranzazu González | Natación                   | 50 m espalda S3 femenino                          |
| Aranzazu González | Natación                   | 50 m libre S3 femenino                            |
| Aranzazu González | Natación                   | 100 m libre S3 femenino                           |
| Sara Carracelas | Natación                   | 50 m espalda S2 femenino                          |
| Sara Carracelas | Natación                   | 50 m libre S2 femenino                            |
| Raquel Saavedra | Natación                   | 100 m espalda B1 femenino                         |
| Richard Oribe | Natación                   | 50 m libre S4 masculino                           |
| Richard Oribe | Natación                   | 100 m libre S4 masculino                          |
| Richard Oribe | Natación                   | 200 m libre S4 masculino                          |
| Juan José Fuertes | Natación                   | 50 m libre S5 masculino                           |
| Juan José Fuertes | Natación                   | 100 m libre S5 masculino                          |
| Jesús Iglesias | Natación                   | 100 m braza SB6 masculino                         |
| Javier Torres | Natación                   | 150 m estilos SM4 masculino                       |
| Enrique Tornero | Natación                   | 400 m libre S9 masculino                          |
| Francisco Ángel Soriano | Tiro                       | Pistola libre .22 SH1 mixto                       |
| Plata |                            |                                                   |
| Nieves Álvarez | Atletismo                  | 100 m T34-35 femenino                             |
| María Vanesa Ortega | Atletismo                  | 400 m T11 femenino                                |
| Rosalía Lázaro | Atletismo                  | Salto de longitud F10-11 femenino                 |
| Fernando Gómez | Atletismo                  | 100 m T35 masculino                               |
| Fernando Gómez | Atletismo                  | 200 m T34-35 masculino                            |
| Fernando Gómez | Atletismo                  | 400 m T34-35 masculino                            |
| José Manuel Rodríguez | Atletismo                  | 100 m T10 masculino                               |
| Juan Antonio Prieto | Atletismo                  | 200 m T11 masculino                               |
| Sergio Sánchez | Atletismo                  | 400 m T11 masculino                               |
| José Luis Tovar | Atletismo                  | 400 m T10 masculino                               |
| José Benito Saura | Atletismo                  | 800 m T11 masculino                               |
| César Carlavilla | Atletismo                  | 1500 m T11 masculino                              |
| Joseba Larrinaga | Atletismo                  | Maratón T42-46 masculino                          |
| Alejo Vélez | Atletismo                  | Salto de altura F10-11 masculino                  |
| Moisés Esmeralda | Atletismo                  | Salto de longitud F11 masculino                   |
| Yolanda Martín | Bochas                     | Individual C1 wad mixto                           |
| María Belén Pérez | Ciclismo en ruta           | Ruta tándem clase abierta 60/70k mixto            |
| Silvia Vives | Natación                   | 100 m espalda S8 femenino                         |
| Silvia Vives | Natación                   | 100 m mariposa S8 femenino                        |
| María Ángeles Fernández | Natación                   | 100 m libre B2 femenino                           |
| María Ángeles Fernández | Natación                   | 200 m estilos B2 femenino                         |
| Laura Tramuns | Natación                   | 100 m braza SB8 femenino                          |
| Mireia Riera | Natación                   | 100 m libre S7 femenino                           |
| Francisco Segarra | Natación                   | 100 m espalda B2 masculino                        |
| Francisco Segarra | Natación                   | 400 m libre B2 masculino                          |
| Juan José Fuertes | Natación                   | 200 m libre S5 masculino                          |
| Pablo Corral | Natación                   | 50 m libre B2 masculino                           |
| José Luis Arribas | Natación                   | 100 m braza B2 masculino                          |
| Ricardo Ten | Natación                   | 100 m braza SB4 masculino                         |
| Richard Oribe Jesús Iglesias Juan José Fuertes Javier Torres | Natación                   | 4 × 50 m libre S1-6 masculino                     |
| Francisco Boedo | Yudo                       | –86 kg masculino                                  |
| Bronce |                            |                                                   |
| Raquel Díaz | Atletismo                  | 100 m T10 femenino                                |
| Alicia Martínez | Atletismo                  | 200 m T34-37 femenino                             |
| Purificación Ortiz | Atletismo                  | Salto de longitud F10-11 femenino                 |
| Jorge Núñez | Atletismo                  | 100 m T11 masculino                               |
| Rubén Álvarez | Atletismo                  | Triple salto F45-46 masculino                     |
| Juan Viedma | Atletismo                  | Salto de longitud F11 masculino                   |
| José Manuel González | Atletismo                  | 400 m T37 masculino                               |
| Pedro Delgado | Atletismo                  | 800 m T10 masculino                               |
| Rubén Delgado | Atletismo                  | 800 m T11 masculino                               |
| Francisco Javier Pérez | Atletismo                  | Maratón T11 masculino                             |
| Francisco Jesús Méndez | Atletismo                  | Disco F53 masculino                               |
| Andrés Martínez | Atletismo                  | Peso F10 masculino                                |
| Juan Manuel Lebrero | Atletismo                  | Peso F41 masculino                                |
| Jesús Fraile | Bochas                     | Individual C2 mixto                               |
| María Belén Pérez | Ciclismo en pista          | Persecución individual tándem clase abierta mixto |
| María del Carmen Chaves | Ciclismo en ruta           | Ruta tándem clase abierta 50/60k femenino         |
| Elena Padrones | Ciclismo en ruta           | Ruta tándem clase abierta 60/70k mixto            |
| Francisca Bazalo Gema Hassen-Bey María Cristina Pérez | Esgrima en silla de ruedas | Espada por equipos femenino                       |
| Aitzol Arzallus Julián Galilea José Ignacio Hurtado David Jiménez Santiago López Borja Pardo Jorge Peleteiro Manuel Julián Rufo Juan Carlos Taibo Iván Vázquez Jesús María Visitación | Fútbol 7                   | Torneo masculino                                  |
| Roberto Abenia Ricardo Fernández Hipólito González Jorge Mendoza Francisco Muñoz José Fernando Sardina                                                                                | Golbol                     | Torneo masculino                                  |
| Ana García-Arcicollar | Natación                   | 100 m espalda B2 femenino                         |
| Ana García-Arcicollar | Natación                   | 200 m braza B2 femenino                           |
| María Ángeles Fernández | Natación                   | 50 m libre B2 femenino                            |
| María Ángeles Fernández | Natación                   | 400 m libre B2 femenino                           |
| Begoña Reina | Natación                   | 100 m braza SB9 femenino                          |
| Ana Belén Bernardo | Natación                   | 100 m mariposa S10 femenino                       |
| Sara Carracelas | Natación                   | 100 m libre S2 femenino                           |
| Silvia Vives | Natación                   | 200 m estilos SM8 femenino                        |
| Mireia Riera | Natación                   | 400 m libre S7 femenino                           |
| Anaís García Raquel Saavedra María Ángeles Fernández Ana García-Arcicollar | Natación                   | 4 × 100 m estilos B1-3 femenino                   |
| Tania Cerdá Begoña Reina Ana Belén Bernardo Silvia Vives | Natación                   | 4 × 100 m estilos S7-10 femenino                  |
| Jesús Iglesias | Natación                   | 50 m libre S7 masculino                           |
| Ricardo Ten Jesús Iglesias Juan José Fuertes Javier Torres | Natación                   | 4 × 50 m estilos S1-6 masculino                   |
| Antonio Martorell Enrique Tornero Juan Francisco Jiménez Pablo Saavedra | Natación                   | 4 × 100 m libre S7-10 masculino                   |
| Enrique Agudo | Tenis de mesa              | Individual 10 masculino                           |
| Eugenio Andrés Santana | Yudo                       | –78 kg masculino                                  |